# 出世稲荷神社 (文京区)
出世稲荷神社（しゅっせいなりじんじゃ）は、東京都文京区の神社。

## 歴史
1630年（寛永7年）に創建された。春日局の家来が主の拝領地に立ち会った際、どこからともなく白髪の老人が現れ、この地は繁栄する旨を告げて立ち去った。そのことを春日局に伝えたところ、この老人は稲荷神の化身に違いないということで、稲荷神を勧請することになった。主の春日局が浪人の妻から大奥の支配者にまで大出世を果たしたことから「出世稲荷」と呼ばれるようになった。
1717年（享保2年）に火災に遭い、その後に再建されたが、その際に京都の稲荷山の杉から彫刻した白髪の老人を模した神体が製作されている。
現在は境内が春日園児童遊園と一体化している。

## 交通アクセス
- 後楽園駅より徒歩5分。